# Chen Sheng
Chen Sheng (陳勝, zm. 208 p.n.e.) – chiński chłop pochodzący z państwa Chu, przywódca powstania ludowego przeciwko dynastii Qin w 209 p.n.e.
Jako prosty żołnierz otrzymał wraz z Wu Guangiem polecenie eskortowania liczących 900 osób chłopskich oddziałów do Yuyangu w prowincji Hebei. W połowie drogi marsz przerwała wywołana ulewnymi deszczami powódź. Mając świadomość, że nieprzybycie na czas będzie karane śmiercią, obaj dowódcy wezwali chłopów do buntu.
Ruch powstańczy szybko rozprzestrzenił się na całe wschodnie i południowe Chiny. Sam Chen Sheng nawiązując do Okresu Walczących Królestw obwołał się królem Chu. Oddziały powstańcze odniosły szereg zwycięstw nad armią cesarską i zagroziły stolicy państwa, ostatecznie jednak w 208 p.n.e. poniosły klęskę. Chen Sheng uciekł na wschód, jednak w styczniu 208 roku p.n.e. zginął na terenie dzisiejszego północno-zachodniego Anhui, zabity przez swojego woźnicę.
Pomimo śmierci Chen Shenga ruch powstańczy nie załamał się, a w całym kraju powstawały coraz to nowe ogniska buntu, ostatecznie doprowadzając do upadku dynastii Qin.